# Дяченко Ігор Іванович
Ігор Іва́нович Дяче́нко (нар. 1 вересня 1971) — солдат (снайпер) (тоді добровольчого) батальйону «Донбас», псевдо «Хімік», учасник російсько-української війни, доброволець. З 2016 в Українській добровольчій армії.

## Життєпис

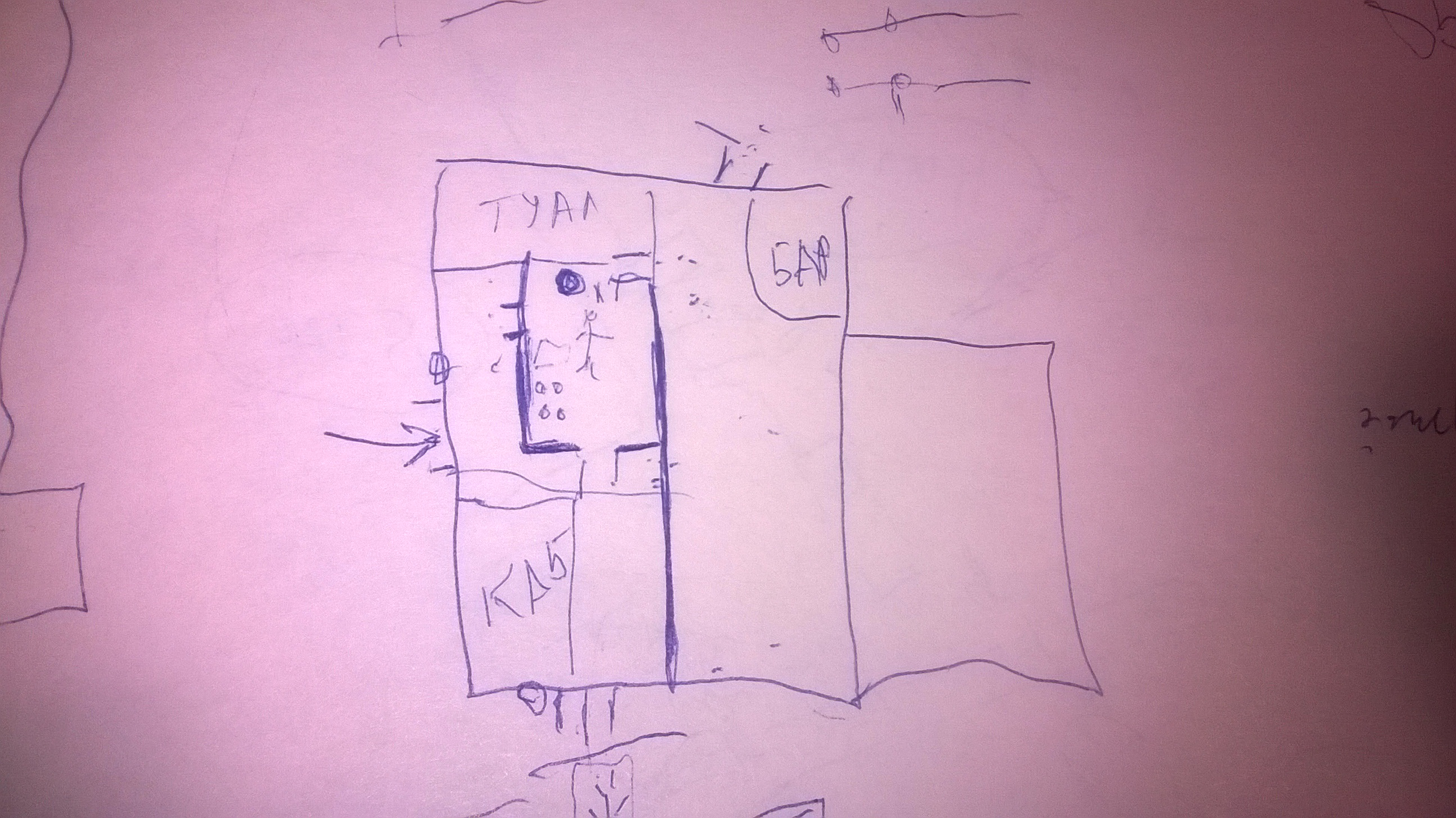
Карлівка, 23 травня 2014. Схема 2, за оповіддю Ігоря Дяченка. 1-й поверх кафе, у оточенні ворогів. У центрі кухня; лежить «Рейдер»

Учасник бою під Карлівкою 23 травня 2014 року. Перебував поруч з «Рейдером» у останні години його життя.
Під час інциденту 10 липня 2014 року, у якому загинув «Миротворець», був у одній машині з ним та Мустафою Найемом.
На початку серпня 2014 року був тяжко поранений, і під час Іловайської трагедії проходив лікування у шпиталі разом з Семеном Семенченком.
Після гострого конфлікту в (тоді добровольчому) батальйоні «Донбас» перейшов до УДА, 2016 рік — 5-й батальйон (Авдіївка), 2017 рік — 8-й батальйон (Широкине, Водяне).